# 馬飼村
馬飼村（まかいむら）は、愛知県中島郡にかつてあった村。
現在の稲沢市祖父江町馬飼に該当する。
明治時代初期、岐阜県から愛知県へ編入されている。

## 歴史
- 中島郡長岡庄大須郷[1]
- 1875年（明治8年） - 岐阜県中島郡川束村と岐阜県石津郡馬飼村が合併し、岐阜県中島郡馬飼村となる。
- 1887年（明治20年） - 愛知県中島郡に編入される。
- 1889年（明治22年）10月1日 - 町村制により、馬飼村が発足。神明津村、四貫村、西鵜之本村、拾町野村と組合村を結成[2]。組合村役場を当村に設置[2]。
- 1906年（明治39年）5月10日 - 神明津村、四貫村、西鵜之本村、拾町野村と合併し、長岡村発足。同日馬飼村は廃止。

## 教育
- 馬飼村外四村組合立長岡尋常小学校（現・稲沢市立長岡小学校）